# إرنست كوفمان
إرنست كوفمان (بالإنجليزية: Ernst Kaufmann) مواليد 9 يونيو 1895 في سويسرا - الوفاة 20 ديسمبر 1943 في سويسرا، كان دراج سويسري.

## روابط خارجية
- إرنست كوفمان على موقع IMDb (الإنجليزية)

- إرنست كوفمان على موقع أرشيف الدراجات (الإنجليزية)